# Nave
Nave är en ort och kommun i provinsen Brescia i regionen Lombardiet i Italien. Kommunen hade 10 790 invånare (2018).